# توماس باتون
توماس باتون (بالإنجليزية: Thomas Button)‏ (وُلد حوالي 1575م - تُوفي في أبريل، عام 1634م) كان مستكشفًا، وضابطًا في البحرية الملكية.

## طالع أيضًا
- قائمة المستكشفين